# Microrégion de la Baie d'Ilha Grande
La microrégion de la Baie d'Ilha Grande est une des microrégions de l'État de Rio de Janeiro appartenant à la mésorégion du Sud Fluminense. Elle couvre une aire de 1 728 km2 pour une population de 173 407 habitants (IBGE 2005) et est divisée en deux municipalités.

## Microrégions limitrophes
- Itaguaí
- Vallée do Paraíba Fluminense

## Municipalités[1]
- Angra dos Reis
- Paraty
- Ilha Grande